# Hrabstwo Westchester

Piramida wieku hrabstwa

Westchester – hrabstwo (ang. county) w stanie Nowy Jork w USA. Populacja wynosi 923 459 mieszkańców (stan według spisu z 2000 r.).
Powierzchnia hrabstwa wynosi 1295 km². Gęstość zaludnienia wynosi 824 osób/km².

## Miasta
- Bedford
- Cortlandt
- Eastchester
- Greenburgh
- Harrison
- Lewisboro
- Mamaroneck
- Mount Kisco
- Mount Pleasant
- Mount Vernon
- New Castle
- New Rochelle
- North Castle
- North Salem
- Ossining
- Pelham
- Peekskill
- Pound Ridge
- Rye
- Scarsdale
- Somers
- Yorktown
- Yonkers
- White Plains

## Wsie
- Ardsley
- Briarcliff Manor
- Bronxville
- Buchanan
- Croton-on-Hudson
- Dobbs Ferry
- Elmsford
- Hastings-on-Hudson
- Irvington
- Larchmont
- Mamaroneck
- Ossining
- Pelham
- Pelham Manor
- Pleasantville
- Port Chester
- Rye Brook
- Sleepy Hollow
- Tarrytown
- Tuckahoe

## CDP
- Armonk
- Bedford
- Bedford Hills
- Crugers
- Chappaqua
- Crompond
- Eastchester
- Fairview
- Greenville
- Golden’s Bridge
- Hawthorne
- Hartsdale
- Heritage Hills
- Jefferson Valley
- Katonah
- Lake Mohegan
- Lincolndale
- Montrose
- Shrub Oak
- Shenorock
- Scotts Corners
- Thornwood
- Yorktown Heights
- Verplanck
- Valhalla